# Bahraini Premier League
Bahraini Premier League je nejvyšší fotbalová liga na území Bahrajnu. Soutěž byla založena v roce 1956. Soutěže se účastí 10 týmů. Soutěž je pořádána fotbalovou federací Bahrajnu.
Úřadujícím mistrem je Malkiya Club, který získal v sezóně 2016/17 svůj první ligový titul. Rekordmanem soutěže je se 33 tituly Al-Muharraq SC.

## Přehled vítězů
Zdroj: 
- 1956/57: Al-Muharraq SC
- 1957/58: Al-Muharraq SC
- 1958/59: Al-Nasr
- 1959/60: Al-Muharraq SC
- 1960/61: Al-Muharraq SC
- 1961/62: Al-Muharraq SC
- 1962/63: Al-Muharraq SC
- 1963/64: Al-Muharraq SC
- 1964/65: Al-Muharraq SC
- 1965/66: Al-Muharraq SC
- 1966/67: Al-Muharraq SC
- 1967/68: Bahrain SC
- 1968/69: Al-Ahli Club
- 1969/70: Al-Muharraq SC
- 1970/71: Al-Muharraq SC
- 1971/72: Al-Ahli Club
- 1972/73: Al-Muharraq SC
- 1973/74: Al-Muharraq SC
- 1974/75: Arabi Club
- 1975/76: Al-Muharraq SC
- 1976/77: Al-Ahli Club
- 1977/78: Bahrain SC
- 1978/79: Al Hala SC
- 1979/80: Al-Muharraq SC
- 1980/81: Bahrain SC
- 1981/82: Riffa SC
- 1982/83: Al-Muharraq SC
- 1983/84: Al-Muharraq SC
- 1984/85: Bahrain SC
- 1985/86: Al-Muharraq SC
- 1986/87: Riffa SC
- 1987/88: Al-Muharraq SC
- 1988/89: Bahrain SC
- 1989/90: Riffa SC
- 1990/91: Al-Muharraq SC
- 1991/92: Al-Muharraq SC
- 1992/93: Riffa SC
- 1993/94: East Riffa Club
- 1994/95: Al-Muharraq SC
- 1995/96: Al-Ahli Club
- 1996/97: Riffa SC
- 1997/98: Riffa SC
- 1998/99: Al-Muharraq SC
- 1999/00: Riffa SC
- 2000/01: Al-Muharraq SC
- 2002: Al-Muharraq SC
- 2002/03: Riffa SC
- 2003/04: Al-Muharraq SC
- 2004/05: Riffa SC
- 2005/06: Al-Muharraq SC
- 2006/07: Al-Muharraq SC
- 2007/08: Al-Muharraq SC
- 2008/09: Al-Muharraq SC
- 2009/10: Al-Ahli Club
- 2010/11: Al-Muharraq SC
- 2011/12: Riffa SC
- 2012/13: Busaiteen Club
- 2013/14: Riffa SC
- 2014/15: Al-Muharraq SC
- 2015/16: Hidd SCC
- 2016/17: Malkiya Club

## Nejlepší kluby v historii - podle počtu titulů
Zdroj: 
| Vítězové nejvyšší ligové soutěže |        | |
| Klub                             | Tituly | Vítězné ročníky |
| Al-Muharraq SC                   | 33     | 1957, 1958, 1960, 1961, 1962, 1963, 1964, 1965, 1966, 1967, 1970, 1971, 1973, 1974, 1976, 1980, 1983, 1984, 1986, 1988, 1991, 1992, 1995, 1999, 2001, 2002, 2004, 2006, 2007, 2008, 2009, 2011, 2015 |
| Riffa SC                         | 11     | 1982, 1987, 1990, 1993, 1997, 1998, 2000, 2003, 2005, 2012, 2014 |
| Bahrain SC                       | 5      | 1968, 1978, 1981, 1985, 1989 |
| Al-Ahli Club                     | 5      | 1969, 1972, 1977, 1996, 2010 |
| Al-Nasr                          | 1      | 1959 |
| Arabi Club                       | 1      | 1975 |
| Al Hala SC                       | 1      | 1979 |
| East Riffa Club                  | 1      | 1994 |
| Busaiteen Club                   | 1      | 2013 |
| Hidd SCC                         | 1      | 2016 |
| Malkiya Club                     | 1      | 2017 |